# 長野県道36号信濃信州新線

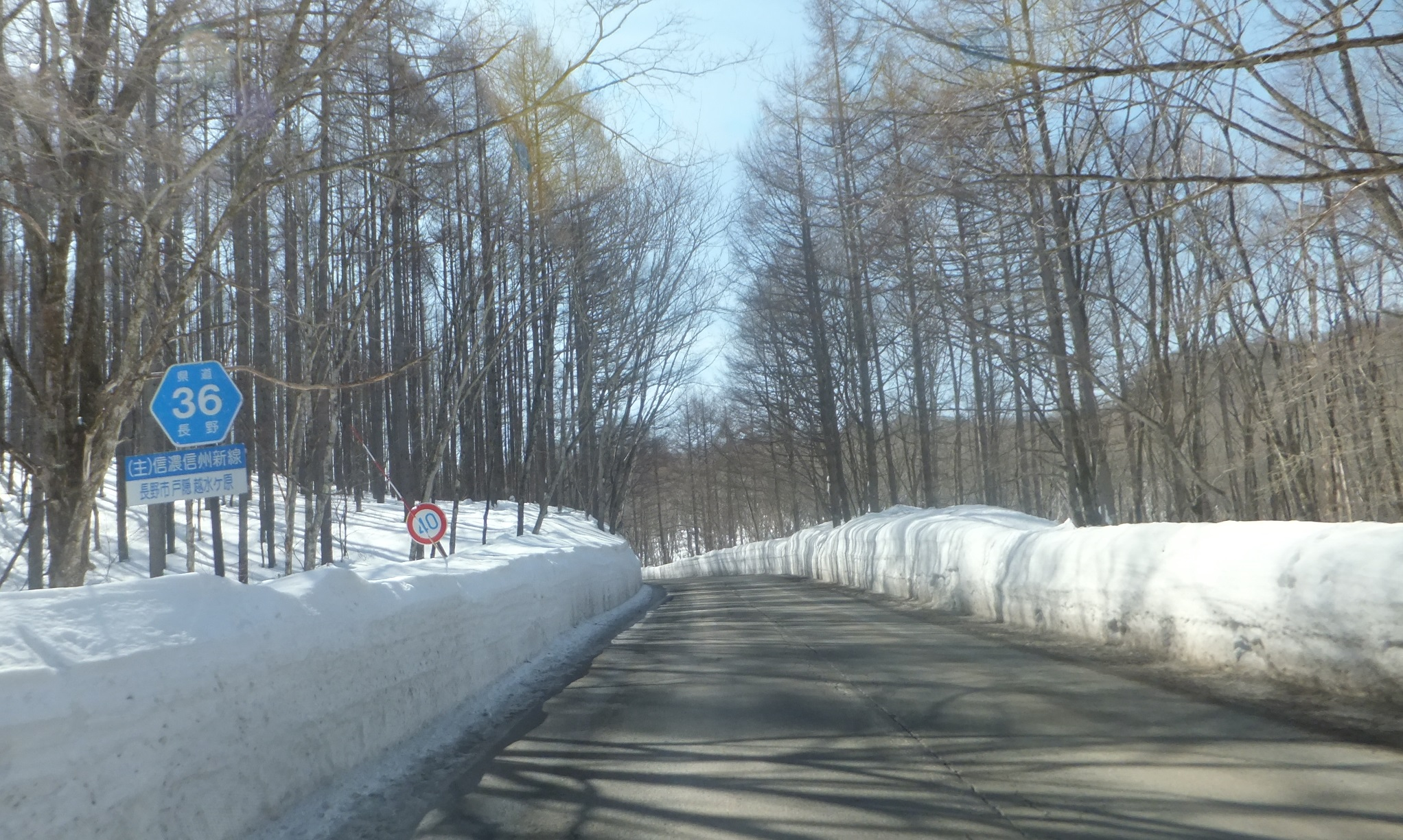
本道の標識
長野市戸隠で撮影

長野県道36号信濃信州新線（ながのけんどう36ごう しなのしんしゅうしんせん）は、長野県上水内郡信濃町から長野市信州新町へいたる県道（主要地方道）であり、長野市街を山筋に大きく迂回するルートをとる。

## 沿線

### 黒姫 - 戸隠

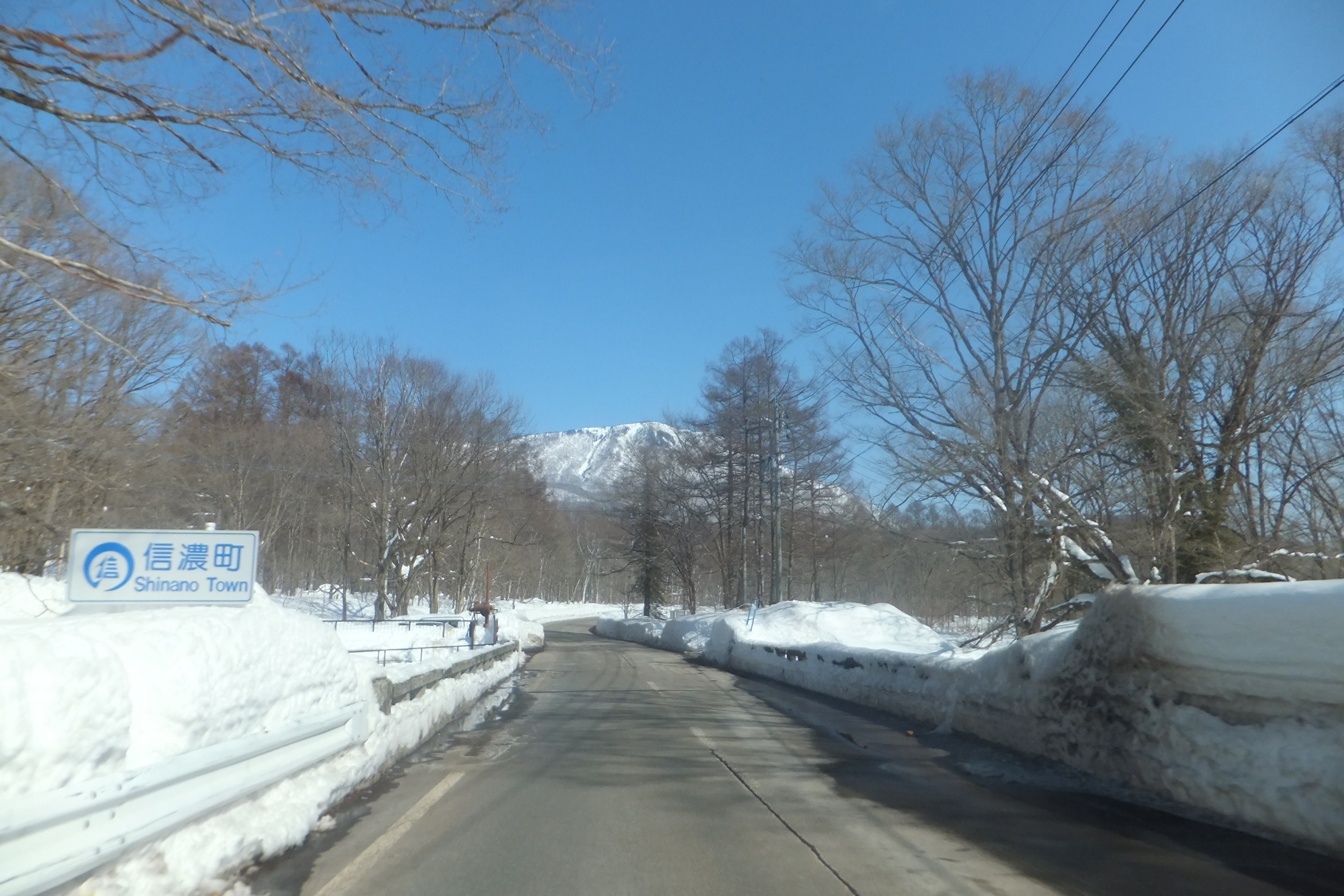
長野市と上水内郡信濃町との境目付近
上水内郡信濃町柏原で撮影

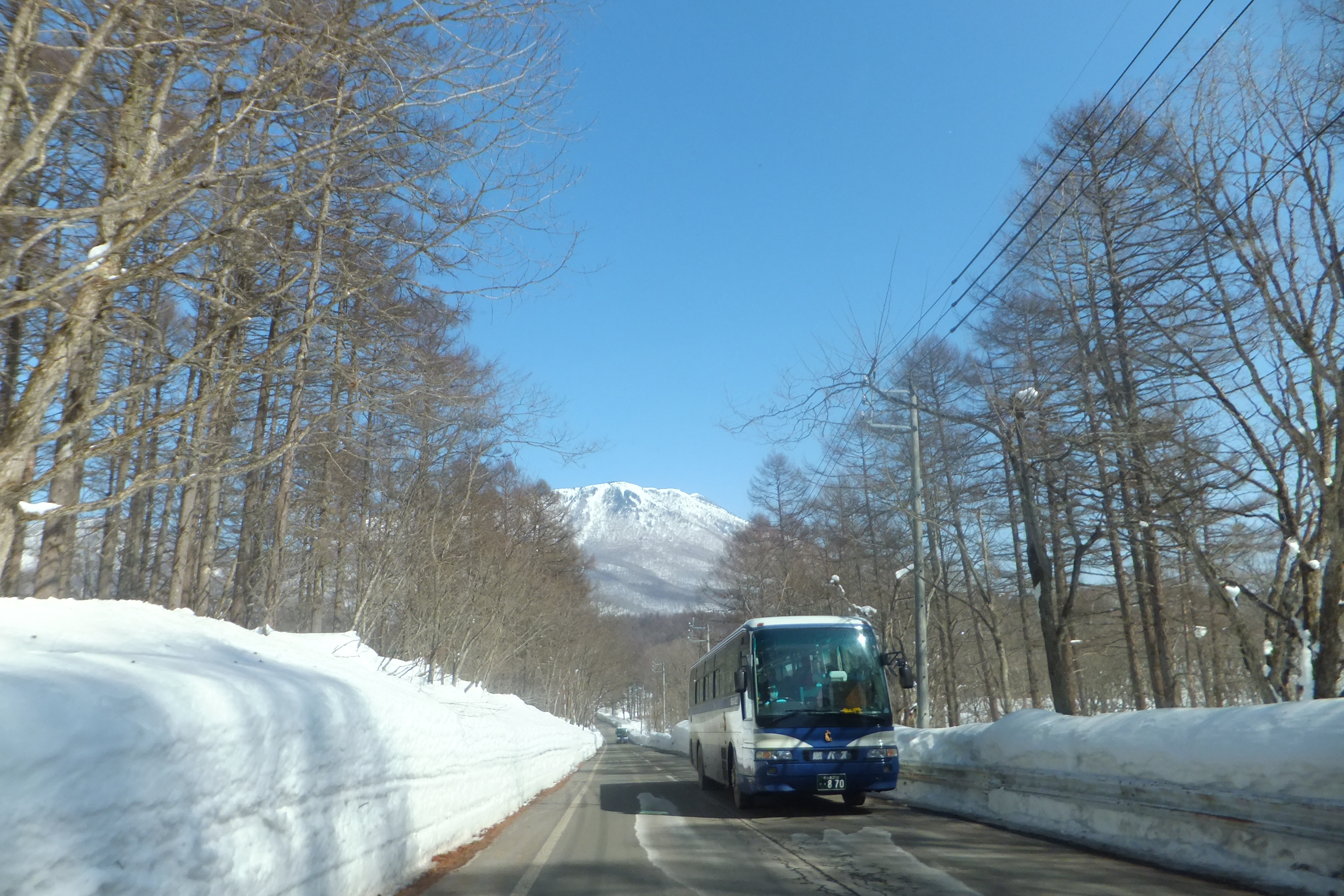
観光バスが通過し、機能している道
長野市戸隠で撮影

国道18号から旧戸隠村へは観光のルートに利用されており、千曲川の支流である鳥居川と並行しながら高度を上げ、観光客で賑わう戸隠神社や戸隠そばの各店前を通り、戸隠神社前郵便局前で道なりに戸隠バードラインに接続する。
2008年現在、この区間においては黒姫の集落付近で1.5車線である以外は2 - 3車線であるが、1970年代前半までは幅4.6メートルの未舗装道路でガードレールもなく、大型車両同士のすれ違いは困難であった。1972年（昭和47年）9月23日には、川中島自動車の戸隠神社行き路線バスが、ダンプカーとのすれ違いに失敗し、50メートル下の鳥居川に転落大破、15人が死亡、67人が負傷という大惨事が発生した。この事故において、東京高等裁判所では1979年（昭和54年）に「事故の原因はバス運転士の過失ではなく道路の欠陥にある」とする判決を出しており、山岳道路における管理のあり方が問われることになった。
当該事故現場付近の道路は、1975年（昭和50年）には幅5.5メートルに拡幅され、1976年（昭和51年）には舗装も行なわれている。
また戸隠で白馬方面に案内が表示されているが国道406号も白馬・白沢峠に向けて狭路なため観光車両の通り抜けは避けた方がよい。

### 戸隠 - 鬼無里

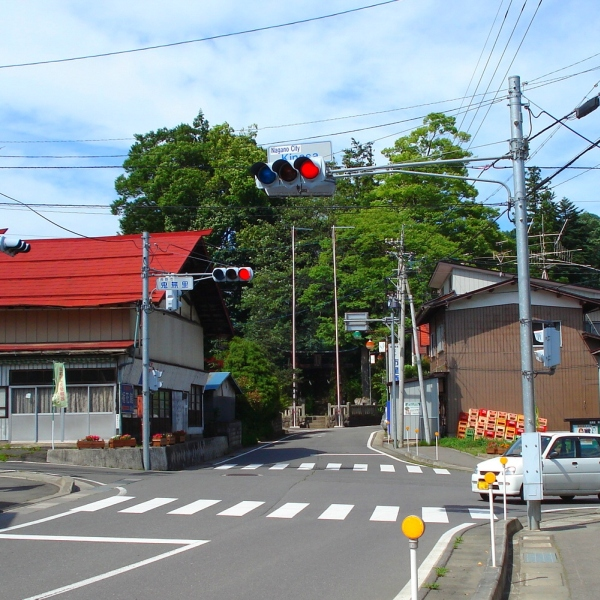
鬼無里交差点。奥側が戸隠方面、手前側が国道406号との重複区間で小川村・白馬方面。右は長野方面。

戸隠神社前郵便局前から鬼無里へは観光ルートから一変して一部離合困難な1車線と急カーブを繰り返しながら山筋を進み、大望峠を登る。頂上付近は切通しとなっており、側道へ入ると展望台がある。峠を越えると鬼無里となる。
峠から川沿いに谷を下るが、道中にある住居者の生活道路でもあるため車両の離合を度々強いられることがある。下りきって開けたところが国道406号鬼無里交差点であり、鬼無里中心街となる。この付近には商店、コンビニ、郵便局などのほか、国道406号を長野方面へ800メートルほど進むとガソリンスタンドがある。（小川村方面約12キロメートル、白馬方面は白馬まで約25キロメートルいずれも狭隘な峠越えとなるが、途中に給油施設はない。）

### 鬼無里 - 小川村 - 信州新町
鬼無里交差点から約200メートルは国道406号との重複区間で、県道は長野市鬼無里支所（旧鬼無里村役場）の前で右折して裾花川を渡る（直進すると白馬方面へ向かう）。
市役所支所前を過ぎると大洞峠へ向かって登りとなる。この付近では1973年（昭和48年）に幅200メートル、延長2キロメートルに及ぶ大規模な地すべりが発生し、県道が140メートル余りにわたって喪失した。現在はこの地点を避け、東へ迂回したルートで大洞峠を越える。峠を越えると小川村となる。

## 小史
県道36号のルーツは江戸時代に使われていた「戸隠往来」と「高府往来」である。藩政時代には鬼無里が松代藩領の辺縁にあたっており、関所が設けられていた。白馬から鬼無里を経て松代や善光寺を目指して東西を結ぶルートは軍事上の重要路であり、鬼無里・戸隠などを南北に結ぶルートは主に庶民の通行や物資の輸送に使われた。このうち、鬼無里で裾花川を渡る「和田橋」は、松代藩の「六橋」の一つにあげられる要衝で、これを境に北を「戸隠往来」、南を「高府往来」と呼んでいた。東西を結ぶルートや、鬼無里・戸隠を結ぶ道は、少なくとも戦国時代の記録に見出すことができるが、戸隠往来や高府往来に相当する南北のルートがいつから開けていたかは不詳である。

### 戸隠往来
「戸隠往来」は、北国街道の柏原宿から戸隠を経て鬼無里へ至る街道である。柏原と戸隠の間では、飯縄山の南麓をまわる「表通り」と、北麓をまわる「裏通り」があった。この「裏通り」が現在の県道36号のルートに相当する。
山間のため品質の劣る鬼無里産の作物は安値で買い叩かれる一方、塩など外から持ち込まれる物資は割高だった。戸隠や鬼無里へ塩がもたらされるルートには大きく2通りあり、北国街道の柏原宿からのルートと、鬼無里から裾花川を遡り、奥裾花渓谷から山越えをして越後国の関川宿へ出るルート（現在は道が通じていない）があった。このうち越後国の宿場の商家は劣悪な塩を割高な相場で売りつけるため、鬼無里の村民は戸隠を経て柏原宿で塩を買い付けるほうを好んだ。柏原宿では直江津から塩や農産物を仕入れており、長野方面を経由しないで戸隠・鬼無里へ直送できる戸隠往来を利用した。
明治時代になって関所が廃され、交通が自由になると、松代藩では1870（明治3）年に戸隠往来の裏街道（「戸隠裏道」）を整備した。これにより、「表通り」よりも大幅に距離が短縮されて荷駄賃が節約できるようになったうえ、冬期の通行もできるようになり、物資の買い付け・輸送の便が大いに向上した。のちに県内の道路網が整備されてゆくと、戸隠裏道は「戸隠線」と呼ばれ、重要路となっていった。
古くは、戸隠や鬼無里は冬期の往来が不可能になるため、毎年冬の前になると越冬のために大量の物資を買い付けていた。その輸送の人馬の往来によって折橋や大久保といった「表通り」の沿道の村が栄えていたが、「裏通り」が冬も通れるようになったことで、これらの村々は重要性を失っていった。

### 高府往来
「高府往来」は鬼無里から裾花川を渡り、大洞峠を越えて小川に入り、次木（なむぎ）、高山寺を経て高府（旧南小川村）を繋いでいた。高府には東西に「大町街道」（おおむね現在の県道31号に相当）が走っていて、高府往来はこれに接続していた。
明治期になると、高府往来は山間の西部を貫く唯一の道として重要路とみなされるようになり、1898（明治31）年から2年をかけて大洞峠付近の大改修が行われた。その後も北小川村・南小川村の村域で改修が続けられ、「南小川線」と呼ばれるようになった。

### 高府信濃線
戸隠線、南小川線は1935（昭和10）年に県道に昇格した。1959（昭和34）年9月には県道「高府信濃線」と改称した。さらに大洞峠の改修により、1962（昭和37）年には鬼無里と小川村の日本記のあいだでバスが通れるようになった。翌年4月からは川中島自動車によるバス路線が開業している。

### 信濃信州新線
1970年代に入ると、高府信濃線に加えて、小川村の三貫地と旧信州新町とを結ぶ路線などを合わせて主要地方道「信濃信州新線」となった。

### 沿革
- 1935年（昭和10年）:戸隠線、南小川線が県道に昇格[2]。
- 1959年（昭和34年）9月:戸隠線・南小川線が県道高府信濃線となる[2]。
- 1962年（昭和37年）秋:県道高府信濃線の改修。開通工事式典[2]。
- 1971年（昭和46年）6月26日：高府信濃線、白馬長野線の一部、長野大町線の一部、三貫地信州新線を主要地方道信濃信州新線へと指定[3]。
- 1972年（昭和47年）9月11日：信濃信州新線の認定[4]。

## データ

### 路線データ
- 路線認定[5]
  - 起点：上水内郡信濃町
  - 終点：長野市信州新町（認定当初は上水内郡信州新町[4]）
  - 重要な経過地：上水内郡小川村（認定当初は上水内郡戸隠村、同小川村[4]）
- 道路の区域[6]
  - 起点：上水内郡信濃町大字柏原字上町161番の5地先（柏原小学校入口交差点＝国道18号交点）[要検証 – ノート]
  - 終点：長野市信州新町新町字裏沖9番の1地先（奈津女橋交差点＝国道19号交点）
  - 実延長：53.8011km[要検証 – ノート]
- 道路法第7条第1項該当号：1号[7]

### 重複区間
- 国道406号（鬼無里交差点・長野市鬼無里支所前間）
- 長野県道31号長野大町線（高府交差点・上水内郡小川村高府三貫地付近間）

### 交差・接続する道路
信濃町
- 柏原小学校入口交差点（柏原＝起点[要検証 – ノート]）
  - 国道18号（北国街道）
- 立体交差（柏原）
  - 長野県道363号黒姫停車場線（一茶通り）
- 仁之倉交差点（柏原）
  - 長野県道37号長野信濃線
- （柏原付近）
  - 長野県道404号栃原北郷信濃線

長野市（旧戸隠村・旧鬼無里村）
- （戸隠宝光社付近）
  - 長野県道76号長野戸隠線（戸隠バードライン）
- 鬼無里交差点（鬼無里）
  - 国道406号（鬼無里街道） - ※重複区間ここから
- （鬼無里付近）
  - 国道406号 - ※重複区間ここまで

小川村
- （稲丘付近）
  - 長野県道401号小川長野線
- 高府交差点（高府）
  - 長野県道31号長野大町線（オリンピック道路） - ※重複区間ここから
- （高府三貫地付近）
  - 長野県道31号長野大町線（オリンピック道路） - ※重複区間ここまで

長野市（旧信州新町）
- （新町付近）
  - 長野県道475号信州新中条線
- 奈津女橋交差点（新町＝終点）
  - 国道19号（西街道）

## 周辺
- 一茶記念館
- 黒姫駅
- 戸隠森林植物園
- 戸隠キャンプ場
- 戸隠神社
  - 奥社
  - 中社
  - 宝光社
- 戸隠スキー場
- 長野市役所鬼無里支所
- 小川天文台
- 小川村役場
- 琅鶴湖